# حي حمر ججب
حي حمر ججب ( (بالصومالية: Degmada Xamar Jajab)‏ إحدى مقاطعاتمحافظة بنادر جنوب شرق الصومال، وأحد أحياء العاصمة الصومالية مقديشو، ويضم الحي ميناء مقديشو.

## روابط خارجية
- مقاطعات الصومال
- الخريطة الإدارية لحي حمر ججب